# Distimija
Distimija ili perzistentni (rekurentni) depresivni poremećaj oblik je kliničke depresije s dužim tijekom trajanja bolesti i nešto blažim depresivnim simptomima. Koncept je 1970-ih prvi upotrijebio američki psihijatar Robert Spitzer kao zamjenu za termin "depresivne ličnosti".
Distimija je kronični mentalni i bihevioralni poremećaj. U petom izdanju Dijagnostičkog i statističkog priručnika termin distimije zamijenjen je terminom perzistentnog depresivnog poremećaja.

## Simptomi
Distimiju karakteriziraju kronično depresivno raspoloženje, nesanica ili hipersomnija, umor, promjene apetita, gubitak motivacije ili osjećaja zadovoljstva (anhedonija), nisko samopouzdanje te osjećaj bespomoćnosti. Također se mogu pojaviti kognitivne teškoće poput slabe koncentracije ili teško donošenje odluka. Iritabilnost je češći simptom u djece i adolescenata.
Postoji visoka komorbidnost kod ovog poremećaja. Suicidalno ponašanje često je kod osoba koje pate od distimije, a mogu se javiti i panični poremećaj, generalizirani anksiozni poremećaj, socijalna fobija, problemi ovisnosti te poremećaj ličnosti.

## Liječenje
Liječenje distimije slično je kao i liječenje velikog depresivnog poremećaja. Od psihoterapija najčešće se provodi kognitivno-bihevioralna terapija. Redovita tjelesna aktivnost dokazano smanjuje simptome depresije.
Antidepresivni lijekovi koji su dokazano učinkoviti jesu selektivni inhibitori ponovne pohrane serotonina poput sertralina i paroksetina, modulatori serotonina, primjerice vortioksetin, inhibitori ponovne pohrane serotonina i noradrenalina poput milnaciprana. Zatim, inhibitori ponovne pohrane noradrenalina i dopamina kao što je bupropion, ireberzibilni MAO inhibitori, moklobemid i triciklički antidepresivi. 
Također, mogu se, kao monoterapija ili u kombinaciji, primjenjivati atipični antidepresivi poput tianeptina, agomelatina i mirtazapina, trazodona, ali i stimulansi, litij, gvanfacin, klonidin te terapija svjetlom ako je prisutan i sezonski afektivni poremećaj.